# Europees Sociaal Fonds Plus
Het Europees Sociaal Fonds Plus (ESF+) is het belangrijkste financiële instrument van de Europese Unie voor de ondersteuning van werkgelegenheid in de lidstaten en het stimuleren van economische en sociale samenhang. De uitgaven van het ESF bedragen ongeveer 10% van het totale budget van de EU.
Het ESF is een van de Structuurfondsen van de EU, bestemd voor het verbeteren van de sociale samenhang en economische welvaart in alle regio’s van de Unie. De Structuurfondsen zijn herverdelende financiële instrumenten die de samenhang binnen Europa ondersteunen door uitgaven te concentreren op minder ontwikkelde regio’s. Het belangrijkste doel van de ESF-uitgaven is het ondersteunen van het scheppen van meer en betere banen in de EU. Het ESF doet dit door medefinanciering van nationale, regionale en plaatselijke projecten die zorgen voor een verbetering van het werkgelegenheidsniveau, de kwaliteit van banen en integratie op de arbeidsmarkt in de lidstaten en de regio’s.

## Geschiedenis
Het Europees Sociaal Fonds werd in 1957 in het leven geroepen in het oprichtingsverdrag van Rome; het is het oudste Structuurfonds. Het ESF had van oudsher als doel meer werkgelegenheid te creëren, maar is zich in de loop der jaren meer gaan richten op het tegemoetkomen aan actuele uitdagingen. In de jaren net na de oorlog concentreerde het zich op het regelen van de migratie van arbeiders binnen Europa; later verlegde het fonds de nadruk naar de bestrijding van werkloosheid van jongeren en laagopgeleide mensen. In de huidige financieringsperiode (2007-2013) wordt ESF-subsidie niet alleen gebruikt voor de ondersteuning van degenen die specifieke problemen hebben bij het vinden van werk – zoals vrouwen, jongeren, oudere werknemers, migranten en mensen met een handicap – maar ook om bedrijven en werknemers te helpen zich aan te passen aan veranderingen. Dit doet het fonds door innovatie op de werkvloer, permanente educatie en mobiliteit van werknemers te ondersteunen.

## Plaats in EU-beleid en -strategieën
De overkoepelende strategie van de Europese Unie is de Strategie van Lissabon die als doel heeft om Europa uiterlijk in 2010 de meest dynamische en concurrerende kenniseconomie van de wereld te maken. Hierbij moet duurzame economische groei met meer en betere banen en grotere sociale samenhang en respect voor het milieu mogelijk zijn. De doelstellingen van de Strategie van Lissabon vormen de prioriteiten van het ESF.
Veel financiële en andere beleidsinstrumenten van de EU werken ter ondersteuning van de Strategie van Lissabon. Een daarvan, het Cohesiebeleid, richt zich op het verminderen van de economische en sociale ongelijkheid tussen landen en regio’s van de EU. Met behulp van financiële middelen (Structuurfondsen) uit het EU-budget – met inbegrip van het ESF – wordt de economische en sociale ontwikkeling van de minder ontwikkelde regio’s ondersteund.
Met het oog op de globalisering en vergrijzende bevolking is het noodzakelijk om het concurrentievermogen en de werkgelegenheid te bevorderen. De Europese werkgelegenheidsstrategie biedt de EU-lidstaten een coördinatiekader om op het gebied van werkgelegenheid gemeenschappelijke prioriteiten en doelstellingen overeen te komen. Deze gemeenschappelijke prioriteiten worden dan opgenomen in de Werkgelegenheidsrichtsnoeren en verwerkt in de Nationale hervormingsprogramma's die door de individuele lidstaten worden samengesteld. ESF-gelden worden door de lidstaten ingezet ter ondersteuning van hun nationale hervormingsprogramma en hun nationaal strategisch referentiekader (NSR), waarin de belangrijkste prioriteiten van de lidstaat zijn vastgesteld voor de besteding van de EU-structuurfondsen die het ontvangt.
Ook de Europese sociale agenda speelt een rol bij het vormgeven van de prioriteiten van ESF-uitgaven. De sociale agenda streeft naar het vernieuwen van het ‘Europese sociale model’ door het moderniseren van arbeidsmarkten en socialezekerheidsstelsels, zodat werknemers en bedrijven kunnen profiteren van de mogelijkheden die door internationale concurrentie, technologische vooruitgang en veranderende bevolkingspatronen worden gecreëerd, en tegelijkertijd de meest kwetsbare mensen in de samenleving worden beschermd. Daarnaast draagt het concept van ‘flexicurity’ bij aan de huidige ESF-initiatieven. Flexicurity, of flexizekerheid, kan worden gedefinieerd als een beleidsstrategie om de flexibiliteit van de arbeidsmarkten, arbeidsorganisaties en arbeidsrelaties enerzijds en werkzekerheid en inkomenszekerheid anderzijds te vergroten. De term flexizekerheid is een nieuwe benadering van werk, waarbij wordt uitgegaan van een model van ‘werk voor het leven’ in plaats van ‘een baan voor het leven’, zoals vroeger. Het stimuleert werknemers om hun arbeidsleven in eigen hand te nemen door middel van permanente educatie, het aanpassen aan veranderingen en mobiliteit.

## Strategie
Het ESF werkt met programmacyclussen van zeven jaar. Er wordt tussen de EU-lidstaten, het Europees Parlement en de Europese Commissie onderhandeld over de strategie en het budget van het ESF. De strategie definieert de doelstellingen van de ESF-financiering, die gedeeltelijk of volledig door andere structurele financiering wordt gedeeld. Voor de huidige ESF-financieringscyclus zijn de doelstellingen:
De doelstelling voor regionaal concurrentievermogen en werkgelegenheid: verstevigen van regionaal concurrentievermogen, werkgelegenheid en aantrekkelijkheid voor investeringen.
De convergentiedoelstelling: stimuleren van groei en werkgelegenheid in de minst ontwikkelde regio’s. Deze doelstelling ontvangt meer dan 80% van de totale ESF-gelden.
In de strategie worden ook algemene 'prioritaire zwaartepunten' aangegeven – de acties die zijn vereist om de doelen te bereiken en die in aanmerking komen voor financiering.

## Toewijzing van gelden
De hoogte van de ESF-financiering verschilt per regio, afhankelijk van de relatieve welvaart. EU-regio’s zijn verdeeld in vier categorieën van in aanmerking komende regio’s, gebaseerd op hun regionaal bbp per inwoner vergeleken met het EU-gemiddelde (EU met 25 of 15 lidstaten) en verdeeld over de twee doelstellingen.
De convergentiedoelstelling omvat:
- convergentieregio’s: met een bbp per capita van minder dan 75% van het gemiddelde van de EU-25;
- uitfaseringsregio’s: met een bbp per capita van meer dan 75% van het gemiddelde van de EU-25, maar minder dan 75% van het gemiddelde van de EU-15.

De doelstelling voor regionaal concurrentievermogen en werkgelegenheid omvat:
- infaseringsregio’s: met een bbp per capita van minder dan 75% van het gemiddelde van de EU-15 (in de periode 2000-2006) maar meer dan 75% van het gemiddelde van de EU-15 (in de periode 2007-2013);
- concurrentie- en werkgelegenheidsregio’s: van toepassing op alle andere EU-regio’s.

In convergentieregio’s kan medefinanciering door het ESF oplopen tot 85% van de totale kosten. In regionale concurrentie- en werkgelegenheidsregio’s is een medefinanciering van 50% gebruikelijker. Voor de rijkere lidstaten en regio’s vult de ESF-financiering bestaande nationale werkgelegenheidsinitiatieven aan; voor minder rijke lidstaten kan ESF-financiering de belangrijkste geldbron zijn voor aan werkgelegenheid gerelateerde initiatieven. De regio’s die voor de huidige programmaronde (2007-2013) van het ESF in aanmerking komen, staan aangegeven op de kaart.

## Implementatie
De strategie wordt op EU-niveau vastgesteld, maar de uitvoering van ESF-financiering is de verantwoordelijkheid van de EU-lidstaten en regio’s. Als er eenmaal overeenstemming is bereikt over de strategie en begrotingstoewijzing, volgt er een gemeenschappelijke aanpak voor het opstellen van het programma. Zevenjarige operationele programma’s worden door de lidstaten en hun regio’s samen met de Europese Commissie gepland. Deze operationele programma’s beschrijven de werkterreinen, die geografisch of thematisch kunnen zijn, die gefinancierd zullen worden.
De lidstaten benoemen nationale beheersautoriteiten van het ESF die verantwoordelijk zijn voor het selecteren van projecten, de verdeling van gelden en het evalueren van de voortgang en resultaten van projecten. Er worden ook instanties voor certificering en controle aangewezen om toezicht te houden op de uitgaven en te zorgen dat de ESF-regeling wordt nageleefd bij de besteding.

## Projecten
De praktische uitvoering van het ESF wordt bereikt door middel van projecten die zijn aangevraagd en worden geïmplementeerd door een scala aan organisaties uit zowel de publieke als de particuliere sector. Dit zijn bijvoorbeeld nationale, regionale en plaatselijke overheden, onderwijs- en opleidingsinstellingen, niet-gouvernementele organisaties (ngo’s) en de vrijwilligerssector, maar ook sociale partners, bijvoorbeeld vakbonden en ondernemingsraden, vak- en beroepsorganisaties en individuele bedrijven.

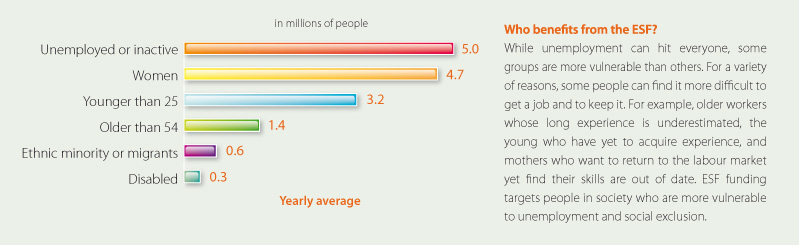
Schematische weergave van wie het meest profiteert van het ESF

De begunstigden van ESF-projecten zijn uiteenlopend van aard, bijvoorbeeld individuele werknemers, groepen mensen, beroepssectoren, vakbonden, overheidsinstellingen of individuele bedrijven. Kwetsbare groepen mensen die specifieke problemen hebben om een baan te vinden of om binnen een bestaande baan vooruit te komen in hun huidige baan, zoals langdurig werklozen en vrouwen, vormen een speciale doelgroep. Om een indicatie te geven: er wordt geschat dat meer dan negen miljoen mensen uit deze kwetsbare groepen jaarlijks geholpen worden door deelname in ESF-projecten – zie overzicht 1.

## Geschiedenis 2007-2013
De huidige programmacyclus van het ESF loopt van 2007 tot 2013 onder de vlag ‘Investeren in mensen’. Gedurende deze periode investeert het fonds ongeveer € 75 miljard – bijna 10% van de EU-begroting – aan projecten die gericht zijn op het bevorderen van werkgelegenheid. Er is financiering voor zes specifieke prioriteitsgebieden:

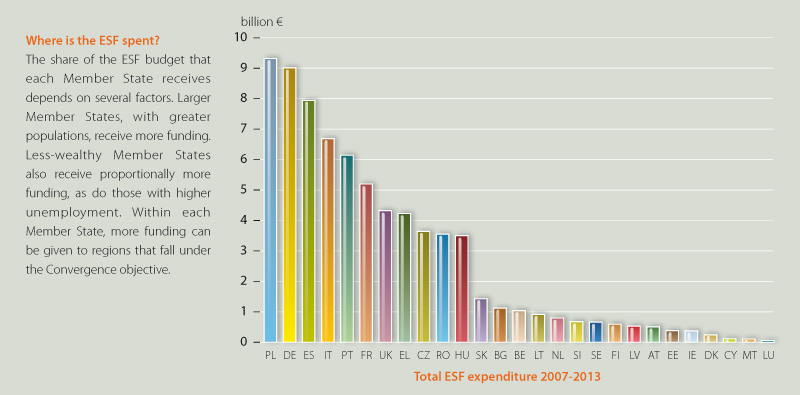
Grafiek van uitgavepatroon van het ESF

- Verbeteren van menselijk kapitaal (34% van totale subsidies)
- Verbeteren van toegang tot de arbeidsmarkt en duurzaamheid (30%)
- Vergroten van aanpassingsvermogen van werknemers en bedrijven, ondernemingen en ondernemers (18%)
- Verbeteren van de sociale integratie van kansarme mensen (14%)
- Versterken van institutionele capaciteit op nationaal, regionaal en plaatselijk niveau (3%)
- Mobilisatie voor hervormingen op het gebied van werkgelegenheid en integratie (1%)

In iedere willekeurige regio zal de feitelijke verdeling van gelden variëren en de plaatselijke en regionale prioriteiten weerspiegelen. Alle zes prioriteiten zijn van toepassing op zowel de convergentiedoelstelling als de doelstelling voor regionaal concurrentievermogen en werkgelegenheid; de convergentieregio’s zullen normaal gesproken echter de nadruk leggen op de prioriteit ‘verbeteren van het menselijk kapitaal’.
De toewijzing van ESF-gelden per lidstaat voor 2007-2013 is te zien in overzicht 2.
Het herverdelende karakter van het ESF is te zien in overzicht 3: de besteding per hoofd van de bevolking in de lidstaten.